# خوليو بوفاريني
خوليو ألبرتو بوفاريني (بالإسبانية: Julio Alberto Buffarini) هو لاعب كرة قدم أرجنتيني في مركز الظهير الأيمن ولد في يوم 18 أغسطس 1988 في مدينة قرطبة في الأرجنتين، يلعب حالياً مع نادي بوكا جونيورز وسبق له اللعب مع أندية ساو باولو وتالرس دي كوردوبا وأتليتيكو توكومان وفيرو كاريل أويستي ونادي سان لورينزو، يبلغ طوله 168 سم.

## روابط خارجية
- خوليو بوفاريني على موقع الاتحاد الدولي (مؤرشف)  (الإنجليزية)
- خوليو بوفاريني على موقع قاعدة بيانات كرة القدم.إي يو (الإنجليزية)
- خوليو بوفاريني على موقع Soccerway.com (الإنجليزية)
- خوليو بوفاريني على موقع عالم كرة القدم.نت (الإنجليزية)
- خوليو بوفاريني على موقع AS.com (الإسبانية)